# Tupolev TB-3
O Tupolev TB-3 (em russo:  Тяжёлый Бомбардировщик: Tyazholy Bombardirovschik; Bombardeiro Pesado; designação civil: ANT-6) foi um bombardeiro pesado, que foi implantado pela Força Aérea Soviética em 1932 e usado na Segunda Guerra Mundial. Foi o primeiro bombardeiro pesado quadrimotor do mundo. Apesar de ser obsoleto e sendo oficialmente retirado de serviço em 1939, o TB-3 exerceu funções de bombardeio e transporte durante quase toda a Segunda Guerra Mundial. O TB-3 também foi usado como nave-mãe no Projeto Zveno, que era basicamente um avião maior (nave-mãe) carregando aviões de caça menores (aeronaves parasitas).

## Desenvolvimento
Em 1925, a Força Aérea Soviética se aproximou TsAGI com a exigência de um bombardeiro pesado com a saída total do motor de 2.000  PS e trem de pouso com rodas ou flutuar. Tupolev OKB começou o trabalho de design em 1926 com os requisitos operacionais do governo finalizados em 1929. O Tupolev TB-1 foi tomado como base para o desenho e a aeronave foi inicialmente alimentado por Curtiss V-1570 motores "Conquistador" gerando 600 cv cada um, com a intenção de a mudança para Mikulin M-17 (modificada BMW VIs) na produção. O projeto foi aprovado em 21 de março de 1930 e o primeiro protótipo foi concluído em 31 de outubro de 1930. O avião voou em 22 de dezembro 1930, com Mikhail Gromov nos controles e com ski trem de pouso, apesar de quase cair devido à vibração fazendo com que as borboletas para fechar, o voo de teste foi um sucesso. Em 20 de fevereiro de 1931, a Força Aérea Soviética aprovou a produção em massa de ANT-6 com M-17 motores. O protótipo foi reequipado com BMW Viz 500 motores de 730 cv (720 cv) cada, radiadores maiores, e de madeira hélices de passo fixo de projeto TsAGI. O trem de pouco com apenas um pneu foi considerado fraco, sendo substituído por um com um par de pneus em cada lado.

Três vistas do TB-3

O primeiro pré-produção TB-3-4M-17 voou em 4 de janeiro de 1932 com AB lumachev e IF Petrov nos controles. Inesperadamente, as aeronaves produzidas em massa subsequentes foram encontradas 10-12% mais pesado do que o protótipo que prejudicou significativamente o desempenho. A discrepância foi descoberto para ser devido às altas tolerâncias positivos sobre as matérias-primas que resultaram em aço de chapas, tubos e fios de ser muito mais espessa do que nas protótipos cuidadosamente construídos. A aeronave também foram mais grosseiramente pintadas com uma espessa camada de camuflagem e laca. As fábricas pediu aos trabalhadores para obter sugestões sobre a redução do peso, pagando 100 rublos para cada kg que fossem retirados da aeronave. Em combinação com os esforços OKB, isso resultou em redução de peso de cerca de 1,000 kg. Apesar disso, a aeronave de produção podem diferir uma da outra por tanto quanto várias centenas de quilogramas. Em 1933, um único TB-3-4M-17F foi simplificada com a remoção de torres e bombas algemas, cobertura de todas as aberturas, e montagem de brigas de rodas. Isto resultou em um aumento de apenas 4,5% na velocidade máxima e um aumento semelhante no intervalo. Tupolev concluiu que a racionalização foi minimamente benéfico para grandes e aeronaves lento. Para estudar o efeito de pele de papelão ondulado, em janeiro-fevereiro de 1935, uma única TB-3-04:00-34R teve as ondulações gradativamente cobertos com tecido. Isto resultou em um ganho de 5,5% na velocidade máxima e um aumento de 27,5% no teto. A mesma aeronave demonstrou um aumento significativo na taxa de subida quando equipado com hélices de 4 pás experimentais.

## Projeto

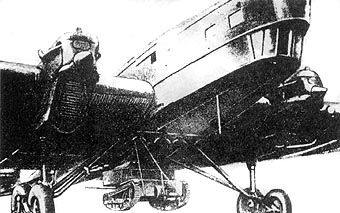
Um Tanquete T-27 No Experimento de Transporte de Tanques.

A TB-3 era um avião todo em metal da construção em aço. O quadro era composto de seção-V vigas cobertas com pele de papelão ondulado não estressado variando 0,3-0,8 mm de espessura. As ondulações foram 13 mm de profundidade e 50 milímetros de distância. A asa cantiléver foi apoiado por quatro secções tubo mastros. Qualquer parte da aeronave poderia ser pisado em sapatos macios, sem danificar a pele, e os bordos de ataque das asas desciam para formar passarelas para manutenção do motor. Os controles foram cabo-atuado com uma incidência variável leme horizontal e um sistema de compensação guarnição em caso de falhas de motor em um lado. Fixa principal trem de pouso não foi equipado com freios. Os tanques de combustível não tem vazamento de proteção, embora os motores tinha um sistema de extinção de incêndios interno. Os motores M-17 foram ajustados para fornecer uma gama máxima teórica de 3.250 km (1.750 milhas náuticas; 2.020 km), sem vela ou carburador incrustação. Armamento defensivo consistia de 6 metralhadoras PV-1 em três torres - uma no nariz e dois pares em cima do meio-fuselagem. Mais tarde mudou-se variantes de uma das torres da fuselagem superior ré da barbatana caudal.

## História Operacional

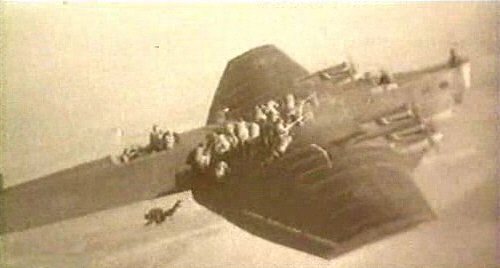
Tropas Aerotransportadas Saltando TB-3

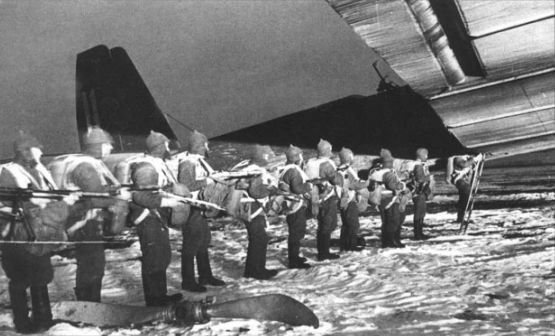
Tropas Aerotransportadas Por Um TB-3

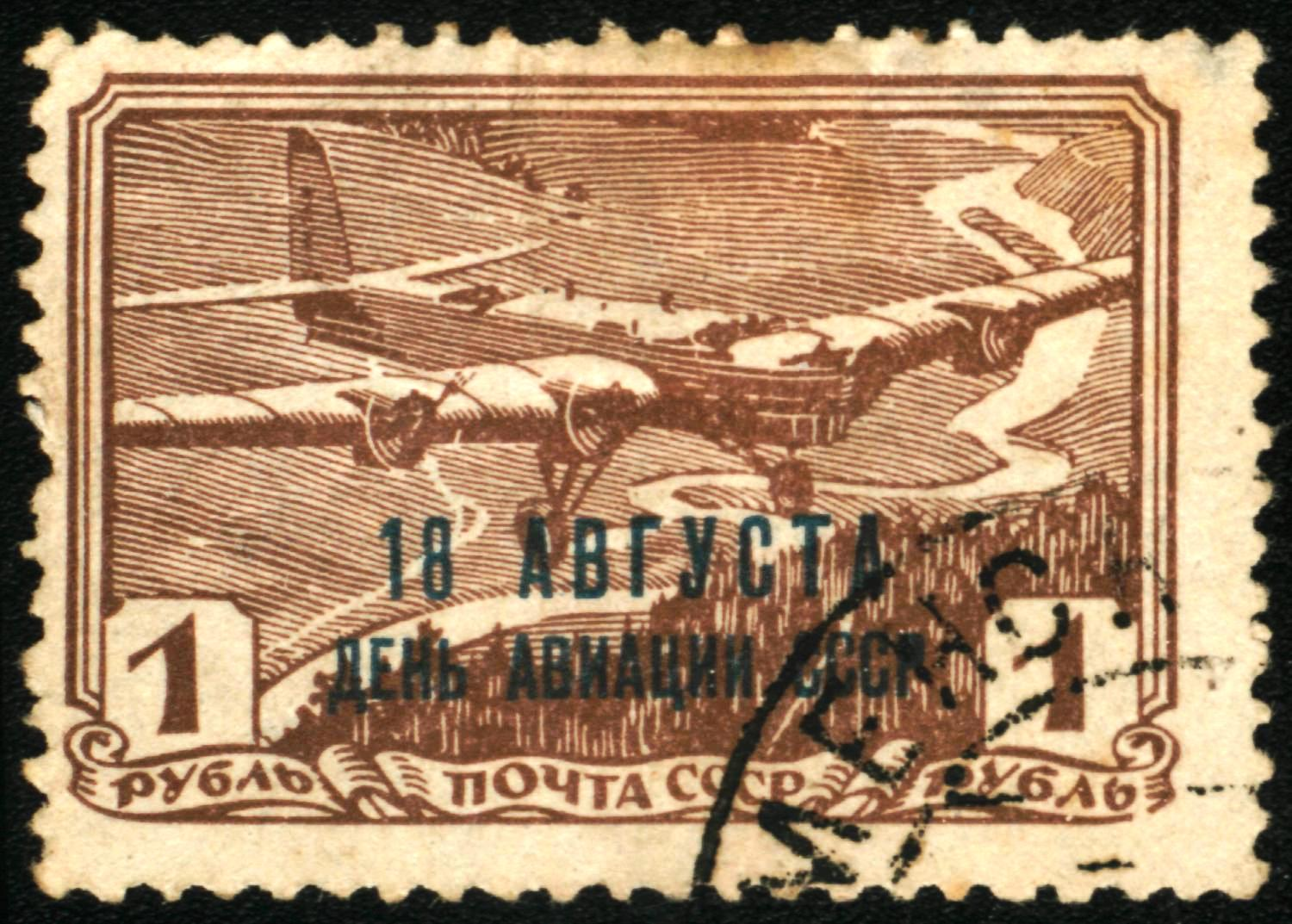
Selo Postal Soviético Com o TB-3

A TB-3 foi utilizado operacionalmente durante a Batalha de Khalkhin Gol e na Guerra de Inverno com a Finlândia. Apesar de ter sido oficialmente retirado de serviço em 1939, no início da Grande Guerra Patriótica, em 22 de junho de 1941, a Força Aérea Soviética teve 516 TB-3s operacionais, com um adicional de 25 operada pela Marinha soviética. Estacionados longe fronteira ocidental da URSS, os TB-3 escaparam de perdas catastróficas durante os primeiros ataques aéreos alemães, após a qual TB-3 do terceiro TBAP (Regimento de Bombardeiro Pesado) começou a voar missões noturnas, em 23 de junho. Escassez de aviões de combate prontos também exigiu a utilização diurna de TB-3 sem escolta de caças e neste papel os bombardeiros, operando a altitudes baixas e médias, sofreu pesadas perdas para combatentes inimigos e fogo de chão. Em agosto de 1941, TB-3s composta de 25% da força de bombardeiros soviéticos e, operado pela elite tripulações da Força Aérea, estavam voando até três missões de combate por noite. A aeronave participou de todas as grandes batalhas da guerra até 1943, incluindo o primeira batalha de Smolensk, a Batalha de Moscou, a Batalha de Stalingrado, o cerco de Leningrado, e a Batalha de Kursk. Em 1º de julho de 1945, a Força Aérea Soviética ainda tinha dez TB-3s no ativo.
A TB-3 servido extensivamente como um transporte de carga e de paraquedistas militares, transportar até 35 soldados no último papel. Nos primeiros cinco meses da guerra, a aeronave transportou 2.797 toneladas de carga e 2.300 funcionários. Também foi utilizado o TB-3 em vários projetos especiais como uma nave-mãe lutador do Projeto Zveno e para o transporte de tanques leves T-27, T-37 e T-38. Em 1 de Agosto de 1941, um par de TB-3s em Zveno-SPB configuração, cada um com dois Polikarpov I-16 que levam um par de 250 kg bombas, destruiu um depósito de petróleo sem perdas. Em 11 de agosto e 13 de Agosto de 1941, Zveno-SPB danificado com sucesso o Rei Carol I Ponte sobre Danúbio na Romênia. Operações Zveno terminou no outono de 1942, devido à alta vulnerabilidade das nave-mães. Em reconhecimento do papel TB-3 desempenhou durante a guerra, três aeronaves foram incluídos no primeiro desfile de ar do pós-guerra em 18 de Junho de 1945.